# Vladislav Jakovlev
Vladislav Pavlovitj Jakovlev (ryska: Яковлев, Владислав Павлович Яковлев), född 1 januari 1993, är en kazakisk roddare.
Jakovlev tävlade för Kazakstan vid olympiska sommarspelen 2012 i London, där han slutade på 28:e plats i singelsculler.
Vid olympiska sommarspelen 2016 i Rio de Janeiro slutade Jakovlev på 31:a plats i singelsculler. Vid olympiska sommarspelen 2020 i Tokyo slutade Jakovlev på första plats i D-finalen i singelsculler, vilket var totalt 19:e plats i tävlingen.